# USM Algier
USM Algier (Union Sportive de la Médina d'Alger) (arab. إتحاد رياضي مدينة الجزائر; ber. ⵓⵙⵎ ⴰⵍⴳⴻⵔ) – algierski klub piłkarski z siedzibą w Algierze, stolicy kraju. Klub został założony w 1937 roku, jego kolory to czerwony i czarny. Swoje mecze rozgrywa na Stadionie Omara Hammadiego, o pojemności około 10.000. Klub gra obecnie w Ligue Professionnelle 1.
USM Alger to jeden z najbardziej utytułowanych klubów w Algierii. W lidze i Pucharze Algierii tryumfował 8 razy. Klub również dotarł do finału Afrykańskiej Ligi Mistrzów w 2015 r.

## Historia
W maju 1937 roku grupa przyjaciół wpadła na pomysł stworzenia klubu. Grupę stworzyli Kamel Kemmat, Ali "Lahmar" Zaid, Ali Slimani, Saïd Bennour oraz Arezki Meddad i Sid Ali Terkmane. Dwa miesiące później, w dniu 5 lipca 1937 klub został założony z siedzibą pod adresem Rue du Divan, obecnie Rue Abdelkader Aoua, w Casbah dzielnicy Algieru. Do członków grupy założycielskiej dołączyli Abdelkader Amrani, Omar Hamza, Omar Lakehal, Mohamed Ouali Basta, Mohamed Zennagui i Ali Cherifi. Arezki Meddad został wybrany na pierwszego prezydenta klubu.
16 lipca 1963 USM Alger wygrał inauguracyjną edycję algierskiej Championnat National po pokonaniu MC Algier 3:0 w finale playoff mistrzostw.
W 1969 roku USM Alger osiągnął finał Pucharu Algierii po raz pierwszy w historii klubu. Jednak w finale przegrali 3-5 z CR Belcourt. Pierwszy tytuł Pucharu Algierii zdobyli w 1981 roku wygrywając w finale z ASC Oran 2:1.
4 sierpnia 2010, USM Alger wszedł na giełdę w połączeniu z profesjonalizacją ligi. Algierski biznesmen Ali Haddad stał się właścicielem większościowym akcji inwestując 700 milionów dinarów algierskich kupując 83% udziałów w klubie. Dnia 27 października 2010, Haddad zastąpił Saïd Allika na stanowisku prezesa klubu. Allik pełnił funkcje prezesa klubu przez ostatnie 18 lat.

## Sukcesy
- Mistrz Algierii: 1963, 1996, 2002, 2003, 2005, 2014, 2016, 2019
- Puchar Algierii: 1981, 1988, 1997, 1999, 2001, 2003, 2004, 2013
- Superpuchar Algierii: 2013, 2016
- Finał Afrykańskiej Ligi Mistrzów: 2015
- Arabska Liga Mistrzów: 2012–2013
- podwójna korona: 2002–2003, 2012–2013

## Znani zawodnicy
Poniżej znajduje się lista słynnych piłkarzy klubu, którzy reprezentowani USM Alger w lidze i na międzynarodowej arenie od założenia klubu w 1937 roku. Aby zostać włączonym do grona legend klubu, gracz musi rozegrać co najmniej 100 oficjalnych meczów dla klubu lub reprezentować swoją drużynę narodową w trakcie gry w  USM Alger.
- Merouane Abdouni
- Hocine Achiou
- Salim Aribi
- Abdelaziz Ben Tifour
- Billel Dziri
- Moulay Haddou
- Mahieddine Meftah
- Djamel Menad
- Hicham Mezair
- Hamza Yacef
- Mounir Zeghdoud
- Djamel Zidane
- Mamadou Diallo
- Michael Eneramo